# Central de Minas
Central de Minas is een gemeente in de Braziliaanse deelstaat Minas Gerais. De gemeente telt 6.821 inwoners (schatting 2009).